# Plaza de toros de Cáceres
La plaza de toros de Cáceres, también conocida como Era de los Mártires, es un inmueble histórico de la ciudad de Cáceres (España), donde se celebran corridas de toros y también otros espectáculos públicos. El edificio fue construido entre 1844 y 1846 por el arquitecto Secundino Pelilla.
Desde 1992 está catalogado como Bien de Interés Cultural, tanto por la Junta de Extremadura como por el Ministerio de Cultura. La Plaza de Toros de Cáceres cuenta con un ruedo de 45 metros de diámetro y que cuenta actualmente con 4124 localidades, aunque originalmente dispuso de una capacidad de aforamiento de 8000 personas.
El coso, situado en la Avenida de Hernán Cortés, fue inaugurado el 6 de agosto de 1846, con una corrida de toros de la ganadería de Gaspar Muñoz y Veragua en la que actuaron "El Chiclanero" y "El Lavi" y de sobresaliente Nicolás Baro.

## Bien de Interés Cultural
La plaza de toros de Cáceres esta protegida jurídicamente, como Bien de Interés Cultural (BIC). en el año 1992 la junta de Extremadura elevaba a la categoría de Monumento a este recinto taurino.
De acuerdo con la Ley de Patrimonio Histórico Español (L.O. 16/1985, de 25 de junio), para la tramitación de este expediente, durante la fase de incoación, se requirieron informes de instituciones culturales de la ciudad y que, finalmente, se incluyeron en la redacción del Decreto 17/1992, del 10 de marzo, por la que se declaraba la plaza de toros cacereña como BIC.
Se encuentra dentro del catálogo de bienes protegidos del ayuntamiento de Cáceres con el número 859 y su referencia en el catastro es 56379-96, su tipo de protección afecta a la estructura, la cual limita la alteración de la estructura, fachada, ornamentos y cubierta.

## Historia taurina de Cáceres
Anterior a la construcción de la plaza de toros ya se daban festejos taurinos en otros lugares de la ciudad, como ocurría en la Plaza Mayor y la Plaza de las Veletas.
La construcción de la plaza fue un proyecto que comenzó a gestionarse en 1838, aunque las obras darían comienzo más tarde, en 1844, quedando concluida en 1846. El autor del proyecto fue el ingeniero Secundino Pelilla, y su principal artífice el constructor Tejada. Las obras se realizaron en un terreno del Corral del Conejo, llevándose el importe de la fábrica hasta unos 676 000 reales, financiados con la emisión de algo más de cien acciones. Cuando a mediados el siglo XIX Pascual Madoz visita Cáceres con objeto de recoger datos para su Diccionario Geográfico-Histórico-Estadístico de España, califica esta plaza recién construida como la mejor del país: «Sin duda es la mejor de España».

## Historia de la plaza de toros de Cáceres

### Estilo Arquitectónico

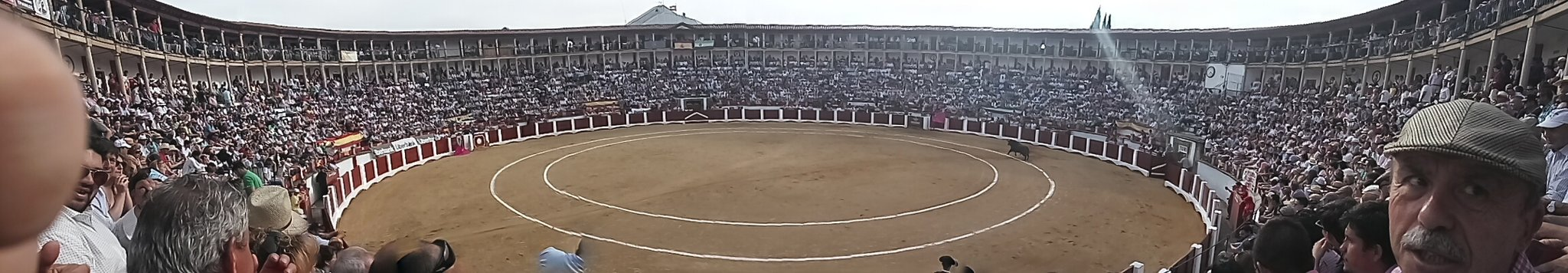
Corrida de toros celebrada en Cáceres el 27 de mayo de 2017

El edificio se configura con el exterior en tres pisos: el primero con arcos ciegos, de sillería, en cada uno de los cuales se abren ventanas o puertas adinteladas rematadas con ventanas y hornacinas de medio punto, a modo de medias lunas. El segundo cuerpo se corresponde con los palcos del primer piso, definiéndose sucesivos tramos encuadrados por cornisas de cantería y pilastras adosadas, de sillería falsa, abriéndose ventanas pareadas, de medio punto, en cada uno de estos tramos.
El último piso coincide con el segundo nivel de palcos, con las mismas características que el anterior, si bien aquí las ventanas son de menor altura. Todo ello se corona por otra cornisa y se remata con el tejado anular vertiendo a dos aguas. En el interior presenta un tendido con doce gradas de cantería labrada, a las cuales se accede por los vomitorios abiertos en la primera de las gradas, con su angosta adosada al callejón; también se accede desde la parte superior a través de las escaleras principales. Los palcos se organizan en dos pisos, ambos en columnas monolíticas de granito, el primero rematado por cornisas del mismo material y el segundo con cornisas del mismo material y el segundo con cornisas y entablamento de madera. El acceso de estos se realiza a través de una angosta escalera que llega hasta el pasillo anular y desde allí penetra a los palcos respectivos.
Las bóvedas son de ladrillo en arista, en el primero, y de estructura de madera, en el segundo. Sobre todo ello descansa el ya citado tejado a dos aguas, en cuya vertiente inferior y en lugar preferente se alza un pequeño frontón, en cuyo tímpano aparece la fecha de 1846 que data el año que se concluyeron las obras de esta plaza de toros. Estos elementos, graderío y palco, descansan sobre una gran bóveda anular, de ladrillo, compartimentada en tramos configurados por arcos de cantería apoyados en gruesos pilares del mismo material.

### Inauguración de la plaza
La primera corrida de toros que se da en la plaza de toros de Cáceres se dio el 6 de agosto de 1846 lidiado los matadores de toros José Redondo "El Chiclanero" y Gaspar Díaz "Lavi", en un mano a mano, actuando cómo sobresaliente Nicolás Varo, lidiaron un total de 9 toros pertenecientes a las ganaderías Gaspar Muñoz y Pereriro y Duque de Veragua.
La corrida comenzó a las 4 de la tarde, la plaza se encontraba presidida por el teniente alcalde José Ovando. El primer toro que saltó a la plaza tenía de nombre "Portero" perteneciente a la ganadería de Muñoz Pereiro, de pelaje castaño.

### Estadísticas taurinas

#### Toreros qué han tomado la alternativa en la plaza de toros de Cáceres
| Nombre                    | Fecha                    | Toro                                 | Padrinos                                        |
| ------------------------- | ------------------------ | ------------------------------------ | ----------------------------------------------- |
| Manuel García "Revertito" | 31 de mayo de 1930       | "Garreño" de Celso Cruz del Castillo | Antonio Márquez y Marcial Lalanda               |
| Mario Carrión             | 31 de mayo de 1955       | "Pedrito" de Francisco Garzón        | Emilio Ortuño Jumillano y Pedro Martínez Pedrés |
| José Trincheira           | 28 de septiembre de 1958 | Toros de Pablo Romero                | César Girón y Manuel Segura                     |
| Enrique Trujillo          | 30 de septiembre de 1963 | "Habanero" de Benítez Cubero         | Gregorio Sánchez y Victoriano Valencia          |
| José Manuel Pinto         | 19 de agosto de 1973     | Toros de Ana Carolina Díez de Mahou  | José Luis Parada Y Rafael Torres                |
| Antonio Sánchez Cáceres   | 29 de mayo de 1977       | "Enfadaíto", de Martín Berrocal      | Paco Camino y Santiago Martín "El Viti"         |
| Roberto Contreras         | 1 de junio de 1997       | "Donio", de Santa Maria              | Miguel Báez "Litri" y Manuel Díaz "El Cordobés" |
| Mari Paz Vega             | 29 de septiembre de 1997 | "Carpintero", de José Luís Marca     | Cristina Sánchez y Antonio Ferrera              |
| Manolo Bejarano           | 25 de abril de 1999      | "Ratero" de Luís Algarra             | Juan Antonio Ruiz "Espartaco" y El Juli         |
| Emilio de Justo           | 26 de mayo de 2007       | "Capuchino", de Jandilla             | Alejandro Talavante y Cayetano                  |

#### Toros célebres lidiados en la Plaza de Toros de Cáceres
Desde su inauguración, en 1846, la Plaza de Toros de Cáceres ha acogido importantes y destacadas faenas. El triunfo de los toreros en el ruedo, como siempre, ha venido de la mano del juego que han propiciado los toros que han saltado al ruedo del coso cacereño. A continuación se relacionan los nombres propios de aquellos toros importantes o célebres que forman parte de la historia taurina de Cáceres y de su plaza:
| Nombre   | Ganadería                 | Fecha de lidia       | Torero/Diestro                    | Hecho destacable                    |
| -------- | ------------------------- | -------------------- | --------------------------------- | ----------------------------------- |
| Portero  | Gaspar Muñoz y Pereiro    | 6 de agosto de 1846  | José Redondo "El Chiclanero       | Primer toro lidiado                 |
| Andaluz  | Duque de Veragua          | 28 de agosto de 1884 | Luís Mazzantini                   | Fue notable por su trapío y bravura |
| Calderón | Duque de Veragua          | 28 de agosto de 1884 | Rafael Molina Sánchez "Lagartijo" | Aguantó 19 varas                    |
| Ceregado | José Pereira Palha Blanco | 31 de mayo de 1900   | Lagartijo chico                   | Ovacionado tras el tercio de varas  |

#### Toros indultados en la plaza de toros de Cáceres
De acuerdo con el reglamento taurino, en la Plaza de Toros de Cáceres se han indultado diferentes toros a lo largo de la historia. Para ello, y según la legislación vigente, se han tenido en cuenta tanto la presentación del toro o trapío así como el comportamiento del animal en todas las fases de la lidia. Estos son los nombres de los toros a los que, por su bravura, se les perdonó la vida en Cáceres:
| Nombre   | Datos                   | Ganadería         | Fecha del indulto  | Torero/Diestro        |
| -------- | ----------------------- | ----------------- | ------------------ | --------------------- |
| Ruidón   | Cárdeno, 485 kg n.º 17  | Saltillo          | 30 de mayo de 1985 | Francisco Ruíz Miguel |
| Fantasma | Colorado, 460 kg n.º 87 | Domingo Hernández | 31 de mayo de 2015 | El Juli               |

## Feria taurina
La feria taurina de Cáceres se organiza por San Fernando, en esas fechas son cuando más festejos se suelen dar, también hay otras fechas marcadas en el calendario taurino cacereño como puede ser la festividad de San Jorge, patrón de la ciudad, una fecha que se ha ido perdiendo con los años ha sido la feria de San Miguel, alguna que otra vez se han celebrado festejos en otras fechas.

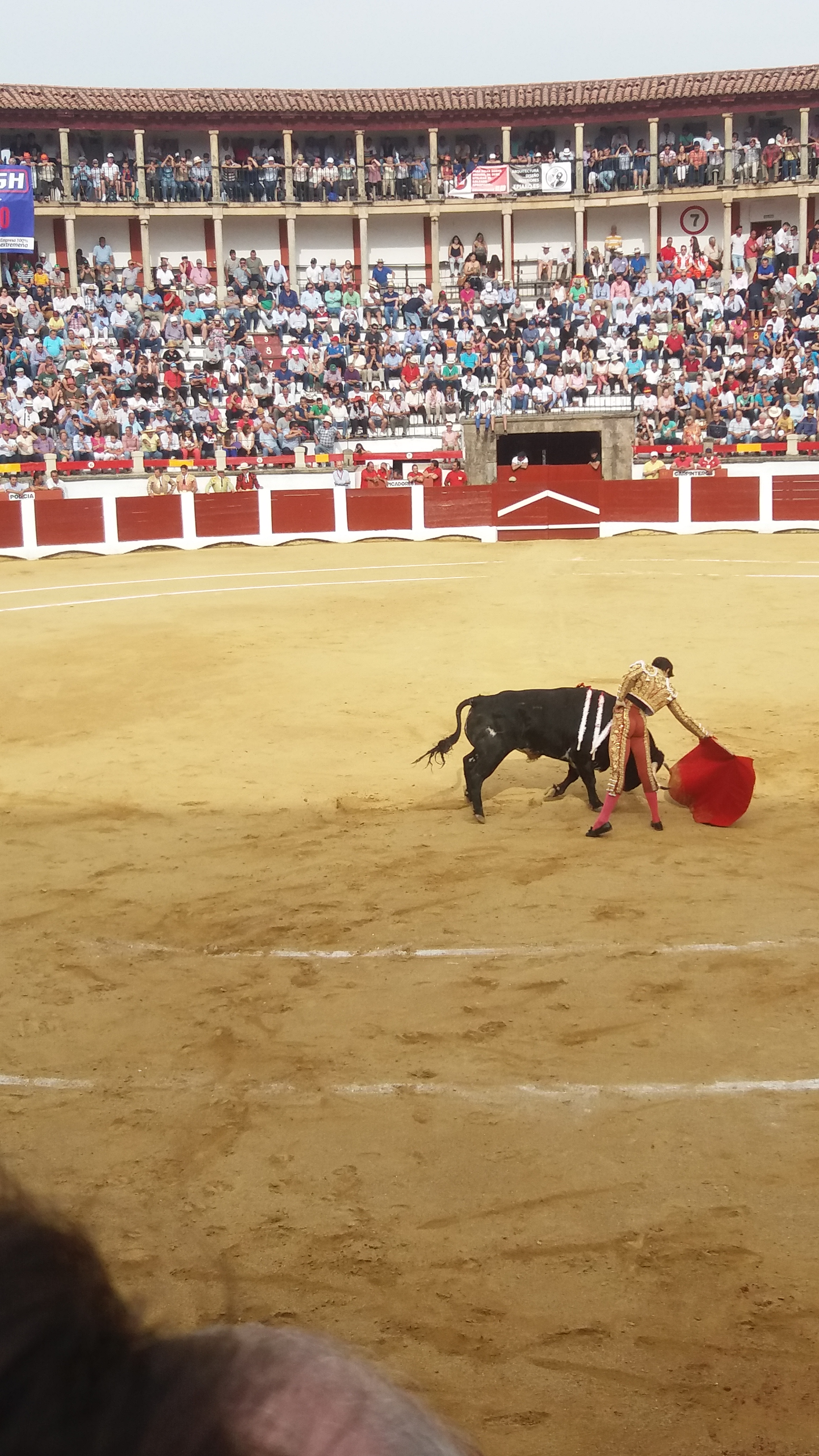
Roca Rey toreando en Cáceres el 27 de mayo del 2017